# Ladislav Zahrádka
Ladislav Zahrádka (15. června 1903, Ptáčov, Třebíč – 18. října 1943, Londýn) byl český voják.

## Biografie
Ladislav Zahrádka se narodil v roce 1903 v Ptáčově nedaleko Třebíče, vychodil základní školu a nastoupil na Gymnázium Třebíč, ale maturoval v roce 1923 na Obchodní akademii. Následně odešel do Hranic na Vojenskou akademii a tam absolvoval roku 1925. Vstoupil do armády ve Znojmě a následně byl přesunut do Milovic, kde vstoupil do jednoletého kurzu pro důstojníky. Po absolvování kurzu byl umístěn do Podmokel k hraničářům, kde pracoval jako velitel čety. Od července roku 1927 pracoval jako velitel kulometčíků v Děčíně a od 1. října 1929 jako nadporučík působil v témže praporu. Od roku 1934 působil jako kapitán v Terezíně. V roce 1935 zahájil studia na Vysoké škole válečné v Praze, absolvoval v roce 1937 a odešel do Spišské Nové Vsi jako přednosta štábu.
Roku 1939 vstoupil do odbojové organizace Obrana národa, ale roku 1940 měl být zatčen gestapem a tak utekl na Slovensko a dále do Maďarska, kde byl dopaden a uvězněn. Z vězení v dubnu roku 1940 utekl a odešel do Bělehradu a následně do Palestiny, kde vstoupil opětovně do československé armády. V říjnu roku 1940 odjel do Velké Británie a působil jako zpravodajský důstojník a od května roku 1941 byl velitelem výchovné čety. V červnu 1942 byl přesunut na ministerstvo národní obrany v Londýně. V říjnu roku 1943 se dozvěděl, že manželka Jarmila byla odvezena do koncentračního tábora a v depresi se střelil do prsou. Tragicky zemřel a in memoriam byl povýšen na podplukovníka. Jeho jméno je uvedeno na památníku obětem 2. světové války v Praze 6.